# 부산디지털고등학교
부산디지털고등학교(釜山디지털高等學校)는 대한민국 부산광역시 중구 영주동에 있는 사립 고등학교이다.

## 학교 연혁
- 1953년 7월 13일 : 학교법인 덕원학회 설립인가
- 1953년 9월 18일 : 덕원고등학교 제1회 입학식 거행
- 1967년 12월 5일 : 덕원공업고등학교로 학칙변경
- 1972년 9월 13일 : 신축교사 준공
- 1982년 12월 10일 : 본관 6층 증축교사 완공
- 1990년 11월 1일 : 신관교사 준공
- 1993년 6월 3일 : 제7대 정광호 이사장 취임
- 2000년 8월 30일 : 부산디지털고등학교로 교명 변경
- 2009년 8월 31일 : 부산교육청 디스플레이 특성화고 지정, 디지털전기과(2), 디지털전자과(6)
- 2019년 7월 1일 : 2020학년도 전자부사관과 3개반 인가
- 2020년 7월 13일 : 2022학년도 소방안전과 2개반 인가
- 2022년 2월 11일 : 교육부 혁신지원사업 선정
- 2022년 9월 1일 : 제16대 박창효 교장 취임
- 2024년 1월 30일 : 제69회 졸업식(총 누계 23,518명 졸업)
- 2024년 3월 4일 : 2024학년도 신입생 입학식(143명)

## 설치 학과
- 디지털전자과
- 소방안전과
- 전자부사관과

## 참고 자료
- 부산디지털고등학교 - 한국교육학술정보원 학교알리미